# Unisport FC de Bafang
El Unisport Football Club de Bafang és un club de futbol camerunès de la ciutat de Douala.

## Palmarès
- Lliga camerunesa de futbol:[4]
  - 1996
- Copa camerunesa de futbol:[5]
  - 2012